# Station Wakefield Westgate
Wakefield Westgate is een spoorwegstation van National Rail in Wakefield, Wakefield in Engeland. Het station is eigendom van Network Rail en wordt beheerd door London North Eastern Railway. 